# Stolpe an der Peene
Stolpe là một đô thị trong huyện Vorpommern-Greifswald (trước thuộc huyện Ostvorpommern), bang Mecklenburg-Vorpommern, miền bắc nước Đức.Nearby are the ruins of Stolpe Abbey.